# Protaetia sericophora
Protaetia sericophora är en skalbaggsart som beskrevs av Seilliere 1910. Protaetia sericophora ingår i släktet Protaetia och familjen Cetoniidae. Inga underarter finns listade i Catalogue of Life.